# 科洛姆纳工厂
科洛姆纳工厂有限责任公司（俄语：ОАО «Коло́менский заво́д»），原称以B.B.古比雪夫命名的科洛姆纳内燃机车制造厂（Коломенский тепловозостроительный завод имени В. В. Куйбышева），是俄罗斯一家著名的铁路机车和柴油机制造商，也是俄罗斯运输机械控股集团旗下的子公司之一，公司位于莫斯科州南部城市科洛姆纳。该厂始创于1863年，是俄罗斯国内历史最悠久的铁路机车制造企业，1930年开始研制柴油机车，1956年停产蒸汽机车。

## 产品
- TE3
- TE50
- TEP60
- TEP70
- TEP75
- TEP80